# 乔利乡
乔利乡，是中华人民共和国广西壮族自治区南宁市马山县下辖的一个乡镇级行政单位。位于马山县中部，乡人民政府驻乔利街，距县城12千米，面积172.75平方千米。总人口35096人。

## 行政区划
乔利乡下辖以下地区：
乔利村、那料村、东良村、东鸡村、北良村、古楼村、乐圩村、兴科村、三乐村和苏博村。